# Bedford M-Serie
La serie Bedford M è una linea di telai per veicoli commerciali, le cui prime varianti furono realizzate nel 1939 da Bedford. È un normale telaio a 4 ruote di controllo progettato per trasportare carichi di 2-3 tonnellate. C'erano due lunghezze di passo offerte - 10 '0" o 11' 11" - e ciascuna era dotata del motore a benzina standard a 6 cilindri da 27,34 CV. Un cambio a 4 marce con frizione a disco singolo a secco erogava potenza a un assale posteriore flottante con trasmissione finale a coppia conica a spirale. I freni erano di tipo idraulico Lockheed e servoassistiti operanti su tutte e quattro le ruote.

## Varianti

### Camion
MS - passo corto (10'0")
- MSZ: solo telaio
- MSC: telaio e cabina
- MSD: autocarro a cassone
- MST: ribaltabile

ML - passo lungo (11'11")
- MLZ: solo telaio
- MLC: telaio e cabina
- MLD : autocarro a cassone

## Autobus
Negli anni tra l'eliminazione del piccolo bus WHB a metà degli anni '30 e l'introduzione del Bedford CA, la domanda limitata del mercato degli autobus da 12-16 posti è stata soddisfatta da esempi della serie M, MLC o MLZ. Plaxton ha convertito alcuni di questi ultimi in controllo avanzato negli anni '50 utilizzando lo stesso corpo Consort ridimensionato montato su autobus Austin o Karrier simili, mentre un MLC convertito in uno scuolabus da 12 posti da Lee Motors per il Dorset County Council sopravvive in conservazione.